# Henricus de Lettis
Henricus de Lettis (németül: Heinrich von Lettland; lettül: Latviešu Indriķis; észtül: Läti Henrik) (Magdeburg, Türingia, 1188 előtt – Papendorf, ma: Rubene, Lettország, 1259 után) feltehetőleg német származású pap, misszionárius, krónikaíró, a Henrik Livónia krónikája szerzője.

## Élete
A krónika írója életéről pontosan semmit sem lehet tudni. A legelfogadottabb történészi álláspont a Krónikája alapján igyekszik beazonosítani és feltérképezni életét, ahogy alább olvasható. Fontos, Henrik soha sem írt magáról egyes szám első személyben, a krónikájában első szám harmadik személyként szól Henrikről
, sehol sem azonosította magát a Krónika egyetlen szereplőjével sem.
Henrik valamikor a XII. század utolsó negyedében születhetett 1188 körül, valószínűleg Szászországban. Tanulmányait nagy valószínűséggel a holsteini Segeberg kolostorban, amelyre gyakran hivatkozik. Vélhetően Segebergben, Albert rigai püspök testvérének, az apát Rothmar kolostorában tanult. Itt kerülhetett kapcsolatba olyan livóniai fiúkkal, akiket Segebergbe küldtek, hogy tanuljanak. Bárhol járt iskolába, alapos latin oktatást kapott, krónikája szinte minden oldalán olvashatunk idézetet a Vulgata Bibliából és liturgiából.
Vélhetően 1205-ben Albert püspök kíséretében érkezett Livóniába, a püspöki udvarban folytatta a Németországban megkezdett tanulást. 1208-ban szentelték pappá, amint azt a jogszabályok lehetővé tették. Albert megbízta egy új plébánia létrehozásával és szolgálatával. A plébánia helye nem azonosított egyértelműen, a szövegben a Zedda (Sedde) folyó melletti Imeru szerepel, de sokszor csak úgy említik Herniket, mint a "Sedde közeli pap".
Henrik 1208-ban a püspök megbízásából a németek és a lettek oldalán részt vett az észtekkel folytatott tárgyaláson. A tárgyalás kudarcát követően Beverin városába menekültek, az ostromot feladó ellenséget az utánuk menő németek lemészárolják, a gazdag zsákmányt felajánlják az egyháznak. 1210-ben Henrik Rigában tartózkodik, amikor a kurok támadtak a városra. Livónai területén folyamatosan harcoltak a németek és szövetségeseik a pogány törzsekkel. Henrik plébániáját is többször felgyújtották, kirabolták.
Henrik 1212-ben elkíséri Albert rigai és Ratzeburgi Fülöp püspököt Treidenbe, és valószínűleg tolmácsként részt vesz a lívekkel és lettekkel folytatott tárgyalásokon, akik a Kardtestvérek rendje elnyomása miatt felkelésre készülnek. A sikertelen tárgyalás után egy erődbe menekültek, ahonnan ki-kitörtek. Egy másik küldetés során személyes beavatkozása menti meg Fülöp püspököt a livek erőszakosságától.
Henrik egyre fontosabb szerepet játszott, 1213-ban a Pszkovból kiutasított, a Tālava területén található Metimne várába beköltöző Vlagyimir Msztyiszlavics herceget saját kezdeményézesére ajándékkal köszönti. Henriket bízza meg Fülöp püspök a Tholowa környékén élő ortodox hitről áttérők megkeresztelésével 1214-ben.
Henrik 1215 közepét és végét Livónián kívül töltötte. Ratzeburgi Fülöp püspököt kísérte Rómába, de már utuk elején megtámadták őket. Az Ezel kikötőjéből való kijáratot eltorlaszoló észtek megpróbálják felgyújtani a püspök hajóit, és csak a szél változása és a püspök kapitányának leleményessége menti meg a németeket a haláltól. Olaszországba érkezve Ratzeburg püspöke Veronában meghalt. Henrik részt vett a temetésén majd Rómába ment, ahol már megkezdődtek a zsinat ülései, és csatlakozott Albert püspökhöz, s 1216 tavaszán Albert püspök kíséretében tér vissza Livóniába.
1217-ben Henrik részt vett a Harju, Järva és Virumaa elleni hadjáratban, Észtországi missziós tevékenysége is ez évtől datálható. A következő évben plébániáját a változatosság kedvéért az oroszok gyújtják fel.  1219-ben újra északra megy és részt vesz a Revel-vidék (Revala) és Virumaa elleni hadjáratban, és folytatja a legyőzöttek megkeresztelését
A következő év rendkívül mozgalmas. Februárban Albert püspökkel tart, aki a mezoteni szemigall erődöt ostromolja, jelen van az észtek csata vesztéseinél és Harrien (Harju) lerombolásánál. Péter Kakevalde finn pappal sikeres missziós tevékenységet folytatott Ungavnia (Ugandi) északkeleti részén, Vaigában és Wironiában (Virumaa). Látva, hogy Vironiában (Virumaa) és Yervenben (Järva) a dán misszionáriusok megelőzik őket, Revalba ment panaszával a Lund érsekéhez, aki a dán hittérítést irányította, de nem járt sikerrel Harmadik észtországi térítő útjára 1221-ben került sor, ekkor a Pszkovval határos területeken keresztelte meg a pogányokat.
Henrik 1224-ben Dorpat ostrománál és elfoglalásánál is ott volt. Dorpat bevételével gyakorlatilag negyed évszázad alatt Észtország és Lettország területén élő pogány törzseket sikerült legyőzni és megkeresztelni.
A következő évben Modenai Vilmos személyében pápai legátus érkezett a rigai püspökségbe. Albert püspök abban reménykedett, hogy a rigai püspökséget érsekséggé nyilvánítják, alá rendelve az öt balti püspökséget. Egyes vélekedések szerint ezért is íratta Henrikkel a Krónikát, amely kidomborította szerepét. Henrik 1225-ben és 1226-ban valószínűleg a pápai legátus kisérője, tolmácsa volt.

## Ki volt Henrik valójában?
A legtöbb történész elfogadja, hogy Henrik azonos a fenti bekezdésben (Henrik élete) bemutatott személy életével, azaz a Krónikában említett Henrik, illetve a Sedde környéki pap ő maga.  Akadnak, akik a Henrik mellett szóló érveket csak közvetett bizonyítéknak tartják, de nem megdönthetetlen, zárt logikai érvelésnek. A "Henrik a Krónikában szereplő Henrik" állítást erősíti G. Hildebrand, aki rámutatott arra, hogy a Krónika írója, gyakran a Bibliát utánozva, nemegyszer ugyanazzal a hangsúlyos szerénységgel (név nélkül) beszél Henrikről, amellyel János evangélista harmadik személyben beszél magáról, lásd: Sedde környéki pap.
G. Berkholtz Henriket a papendorfi plébánossal azonosította (Heinricus vagy Hinricus, plebanus de Papendorpe) a következők alapján. Két, közel száz évvel később keletkezett irat szerint körülbelül 1259 júliusában Henrik papendorfi pap eskü alatt tanúskodott a püspöki és rendi birtokok határairól a Burtneki-tó és a Salis folyó területén. Sietve hallgatták ki, „mert nagyon idős és gyenge” (quia senex est valde et debilis), tanúvallomása pedig rendkívül fontos: elmondása szerint személyesen volt jelen volt, amikor a földmegosztás a püspök és a rend között létrejött, sőt a püspök megbízásából maga is kiadta a rendnek az annak járó részt. Ez a kiegészítés nem tesz hozzá és nem vesz el a "Henrik a Krónikában szereplő Henrik" vélekedéshez.
Néhány tudós felvetése, hogy Henrik (latinul: Henricus de Lettis illetve sacerdos de Ymera) valójában Heinricus de Lon, esetleg Albert püspök közeli rokona inkább gondolat kísérlet, mint megalapozott állítás. Az ötlet alapja, hogy a Krónika író más, többé-kevésbé ismert papoktól eltérően egyáltalán nem szerepel a Krónika koráról szóló más feljegyzésekben. Ezért a Krónika szerzőjét Heinricus de Lon néven kell keresni, aki közeli rokona lehetett Albert püspöknek.
Heinricus de Lon papot kétszer említik meg iratokban, mindkét alkalommal tanúként. Először Albert püspökkel volt, amikor 1210. december 21-én a vesztfáliai Kappenberg kolostor a rigai székesegyház konventjét befogadta a Premontrei Rendbe. Másodszor egy vélhetően 1211-es esemény kapcsán, amikor Bernard paderborni plébános, Ratzeburgi Fülöp püspök, Theoderic észt püspök, János rigai rektor és Bernard daugavgrīva apátja bejelentette a rigai püspök és a Kardtestvérek rendje közti megállapodást.
Alsó-Szászországban, a vesztfáliai Kappenberg-kolostor közelében élet von Lohn család, birtokolt földeket. A Westfalisches Urkundenbuch (Vesztfáliai okmánykönyv) nem tartalmaz olyan személyt, akiben Krónikánk szerzőjével lehetne azonosítani. Henrik e nemesi családhoz való tartozása azért is hihetetlen, mert a nemesség valószínűleg előkelőbb pozíciót biztosítana számára Livóniában, mint a plébános és vándormisszionárius szerepe külterületeken.
Néhányan úgy tartják, hogy Henrik valójában Rotmar, Albert püspök testvére. A felvetés Henrik krónikás Henrik káplánnal való azonosításán alapul, ez utóbbit az Annales Stadenses 78. számú genealógiai táblázata Ermingard fiaként tünteti fel. Ermingard Albert püspök anyjának, Aleidis testvére. Ha ez igaz volna, akkor a Krónika szerzője a livóniai herceg-püspök unokatestvérének bizonyulna. Ám ez az azonosítás teljesen önkényes, így nem lehet hipotézis kiindulópontja. És ismét, a Krónikás Henrik karrierje ilyen neves rokonsághoz képest meglepő volna.

## Henrik: német vagy lett?
A történészek között máig lezáratlan vita tart arról is, hogy Henrik német származású vagy lett, akit elfogtak és Németországba vittek, ahol tanították.
Henrik Krónikájának első újra kiadója (1740), Johann Daniel Gruber a könyvet kísérő megjegyzésben foglalt állást Henrik lett származása mellett. Érvelését elfogadta és támogatta számos tudós: Gadebusch, Hansen, Wattenbach és Hildebrand, bár utóbbi csak feltételesen. Az első komoly fenntartást 1877-ben Weiland fogalmazta meg, nem sokkal később Brevern Henriket "fuer einen echten Deutschen"-nek tartotta. Végül Sivere úgy vélte, hogy a Krónika írója egyáltalán nem ismerte a lett nyelvet.
Gruber érvelése egyetlen tényre, a Krónikában csak egyszer szereplő Henricus de Lettis kifejezésre támaszkodik. Ezt "Lett Henrik"-nek vagy "Lettországi Henrik"-nek fordította. Ezt az értelmezést motiválva Arndt-t, hogy a Krónika más helyeiről származó analógiákkal érveljen és bizonyítsa, hogy a de elöljárószónak csak egy jelentése lehet, és az pontosan a valahonnan eredetet jelenti, és nem a hellyel való más kapcsolatot. Ehhez a fő érv két további mellékérvvel egészült ki. Először is a krónikás kétségtelen rokonszenve a „lettek” iránt, ami nem egyszer jól látható mind pozitív ábrázolásukban, mind a „lettekkel” kapcsolatos negatív tények tompításában. Másodszor, a Krónikában is több helyen említik, hogy az arra érdemes elfogottakat a püspöki udvarba, néha Németországba vitték tanulni.
A lettséget cáfoló érv, hogy a név, amivel a Krónika szerzője illeti magát, egyáltalán nem eredetről, hanem szolgálati kapcsolatról szól – "Sedde közeli pap" –, így helyesebb a Henricus de Lettis kifejezést úgy  "Lettországban élő Henrik".
Henrik nemegyszer használva a nos, nostri kifejezéseket Riga lakosaira, livóniaira, hódítókra anélkül, hogy megkülönböztetné  a németeket és szövetségeseiket, a letteket, a Krónika szerzőjét. Ez egy kétélű érv, sem Henrik lettségét, sem németségét nem igazolja, de nem is cáfolja. A Krónika egyszer sem használja a mi és a németek vagy a mi és a lettek egyértelmű szóhasználatot. Egyetlen kivétel akad, ahol egyértelműen németként ír – ez persze épp úgy lehet hiba, mint elszólás, mindenesetre a német származás mellett érvelőket erősíti.

## Külső hivatkozások
- A Chronicon Livoniae 1747-es kiadásának digitalizált változata
- A Chronicon Livoniae 1867-es kiadásának digitalizált változata
- A Chronicon Livoniae 1955-ös kiadásának digitalizált változata